# هلال ژئودزی اشترووه
هلال ژئودزی اشترووه نام زنجیره‌ای از مثلث‌بندی‌های مساحانه‌ای است که از هامرفست در نروژ تا دریای سیاه کشیده شده‌است. این هلال از ده کشور می‌گذرد و بالغ بر ۲۸۲۰ کیلومتر را در بر می‌گیرد و نخستین نصف‌النهار با دقت اندازه‌گیری‌شده است. بانی این هلال فریدریش گئورگ ویلهلم فون اشترووه دانشمند آلمانی-روس است که میان سال‌های ۱۸۱۶ تا ۱۸۵۵ میلادی به انجام رسید. این هلال در زمان طراحی از دو کشور اتحادیه سوئد-نروژ و امپراتوری روسیه می‌گذشت. در سال ۲۰۰۵ میلادی این زنجیره در فهرست میراث جهانی یونسکو به ثبت رسید.

## زنجیره سایت‌های هلال

### نروژ
- فوگلنس در هامرفست (۷۰°۴۰′۱۲″ شمالی ۲۳°۳۹′۴۸″ شرقی / ۷۰٫۶۷۰۰۰°شمالی ۲۳٫۶۶۳۳۳°شرقی)[۱]
- رایپاس در التا (۶۹°۵۶′۱۹″ شمالی ۲۳°۲۱′۳۷″ شرقی / ۶۹٫۹۳۸۶۱°شمالی ۲۳٫۳۶۰۲۸°شرقی)[۱]
- لوویدکوکا در کاتوکینو (۶۹°۳۹′۵۲″ شمالی ۲۳°۳۶′۰۸″ شرقی / ۶۹٫۶۶۴۴۴°شمالی ۲۳٫۶۰۲۲۲°شرقی)[۱]
- بلیاسواری در کائوتوکینو (۶۹°۰۱′۴۳″ شمالی ۲۳°۱۸′۱۹″ شرقی / ۶۹٫۰۲۸۶۱°شمالی ۲۳٫۳۰۵۲۸°شرقی)[۱]

### سوئد
- "پایتاس وارا در کیرونا
- "یوپوکا در پایالا
- پولینکی در اورتورنئا
- "پراوارا در هاپاراندا

### فنلاند
- اسنوئور-اووی در انونتکیو (۶۸°۴۰′۵۷″ شمالی ۲۲°۴۴′۴۵″ شرقی / ۶۸٫۶۸۲۵۰°شمالی ۲۲٫۷۴۵۸۳°شرقی)
- آواساکسا در یلیتورنیو (۶۶°۲۳′۵۲″ شمالی ۲۳°۴۳′۳۱″ شرقی / ۶۶٫۳۹۷۷۸°شمالی ۲۳٫۷۲۵۲۸°شرقی)
- تورنئا در تورنیو (۶۵°۴۹′۴۸″ شمالی ۲۴°۰۹′۲۶″ شرقی / ۶۵٫۸۳۰۰۰°شمالی ۲۴٫۱۵۷۲۲°شرقی)
- پوئولاکا در کورپیلاهتی (۶۱°۵۵′۳۶″ شمالی ۲۵°۳۲′۰۱″ شرقی / ۶۱٫۹۲۶۶۷°شمالی ۲۵٫۵۳۳۶۱°شرقی)
- پورلوم ۲ در لاپینیاروی (۶۰°۴۲′۱۷″ شمالی ۲۶°۰۰′۱۲″ شرقی / ۶۰٫۷۰۴۷۲°شمالی ۲۶٫۰۰۳۳۳°شرقی)
- اسوارتویرا در پیهتاآ (۶۰°۱۶′۳۵″ شمالی ۲۶°۳۶′۱۲″ شرقی / ۶۰٫۲۷۶۳۹°شمالی ۲۶٫۶۰۳۳۳°شرقی)[۲]

### روسیه
- "ماکی پاآلیس در هوگلند)
- "هوگلند (۶۰°۵′۹٫۸″ شمالی ۲۶°۵۷′۳۷٫۵″ شرقی / ۶۰٫۰۸۶۰۵۶°شمالی ۲۶٫۹۶۰۴۱۷°شرقی)

### استونی
- "وویوره در دهستان وایک-ماریا (۵۹°۰۳′۲۸″ شمالی ۲۶°۲۰′۱۶″ شرقی / ۵۹٫۰۵۷۷۸°شمالی ۲۶٫۳۳۷۷۸°شرقی)
- "کاتکو در وایک-ماریا) (۵۹°۰۲′۵۴″ شمالی ۲۶°۲۴′۵۱″ شرقی / ۵۹٫۰۴۸۳۳°شمالی ۲۶٫۴۱۴۱۷°شرقی)
- "دورپات در تارتو. (۵۸°۲۲′۴۳٫۶۴″ شمالی ۲۶°۴۳′۱۲٫۶۱″ شرقی / ۵۸٫۳۷۸۷۸۸۹°شمالی ۲۶٫۷۲۰۱۶۹۴°شرقی)

### لتونی
- "زیستو در ارگو نوادس (۵۶°۵۰′۲۴″ شمالی ۲۵°۳۸′۱۲″ شرقی / ۵۶٫۸۴۰۰۰°شمالی ۲۵٫۶۳۶۶۷°شرقی)
- "یاکوبشتات در یکابپیلس (۵۶°۳۰′۰۵″ شمالی ۲۵°۵۱′۲۴″ شرقی / ۵۶٫۵۰۱۳۹°شمالی ۲۵٫۸۵۶۶۷°شرقی)

### لیتوانی
- "کاریشکی در پانمونلیس (۵۵°۵۴′۰۹″ شمالی ۲۵°۲۶′۱۲″ شرقی / ۵۵٫۹۰۲۵۰°شمالی ۲۵٫۴۳۶۶۷°شرقی)
- "مشکونیس در نمنچینه (۵۴°۵۵′۵۱″ شمالی ۲۵°۱۹′۰۰″ شرقی / ۵۴٫۹۳۰۸۳°شمالی ۲۵٫۳۱۶۶۷°شرقی)
- "برسنکی در نمژیس (۵۴°۳۸′۰۴″ شمالی ۲۵°۲۵′۴۵″ شرقی / ۵۴٫۶۳۴۴۴°شمالی ۲۵٫۴۲۹۱۷°شرقی)

### بلاروس
۱۹ نقطه مکان‌نگارانه این هلال در بلاروس قرار دارد:
- "نوپیشکی در بخش اشمیانی (۵۴°۱۷′۳۰″ شمالی ۲۶°۲′۴۳″ شرقی / ۵۴٫۲۹۱۶۷°شمالی ۲۶٫۰۴۵۲۸°شرقی)
- "لوپاتی در بخش زلوا (۵۳°۳۳′۳۸″ شمالی ۲۴°۵۲′۱۱″ شرقی / ۵۳٫۵۶۰۵۶°شمالی ۲۴٫۸۶۹۷۲°شرقی)
- "اسفنیتسا ذر بخش ایوانوو (۵۲°۱۷′۲۲″ شمالی ۲۵°۳۸′۵۸″ شرقی / ۵۲٫۲۸۹۴۴°شمالی ۲۵٫۶۴۹۴۴°شرقی)
- "چکوتسک در بخش ایوانوو (۵۲°۱۲′۲۸″ شمالی ۲۵°۳۳′۲۳″ شرقی / ۵۲٫۲۰۷۷۸°شمالی ۲۵٫۵۵۶۳۹°شرقی)
- "لسکوویچی در بخش ایوانوو (۵۲°۹′۳۹″ شمالی ۲۵°۳۴′۱۷″ شرقی / ۵۲٫۱۶۰۸۳°شمالی ۲۵٫۵۷۱۳۹°شرقی)

### مولداوی
- رودی (۴۸°۱۹′۰۸″ شمالی ۲۷°۵۲′۳۶″ شرقی / ۴۸٫۳۱۸۸۹°شمالی ۲۷٫۸۷۶۶۷°شرقی)

### اوکرائین
- کروپی در کروپا، استان ولین (۵۰°۴۱′۰۳″ شمالی ۲۵°۲۴′۴۵″ شرقی / ۵۰٫۶۸۴۱۷°شمالی ۲۵٫۴۱۲۵۰°شرقی)
- کاترینوفکا در آنتونیفکا، استان خملنیتسکی (۴۹°۳۳′۵۷″ شمالی ۲۶°۴۵′۲۲″ شرقی / ۴۹٫۵۶۵۸۳°شمالی ۲۶٫۷۵۶۱۱°شرقی)
- فلشتین در هواردیئیسکه استان خملنیتسکی (۴۹°۱۹′۴۸″ شمالی ۲۶°۴۰′۵۵″ شرقی / ۴۹٫۳۳۰۰۰°شمالی ۲۶٫۶۸۱۹۴°شرقی)
- بارانوفکا در بارانیفکا استان خملنیتسکی (۴۹°۰۸′۵۵″ شمالی ۲۶°۵۹′۳۰″ شرقی / ۴۹٫۱۴۸۶۱°شمالی ۲۶٫۹۹۱۶۷°شرقی)
- استارا نکراسیفکا در (استان اودسا (۴۵°۱۹′۵۴″ شمالی ۲۸°۵۵′۴۱″ شرقی / ۴۵٫۳۳۱۶۷°شمالی ۲۸٫۹۲۸۰۶°شرقی)